# Перрен де Бришамбо, Марк
Марк Перре́н де Бришамбо́ (фр. Marc Perrin de Brichambaut; род. 29 октября 1948) — французский дипломат и судья, бывший генеральный секретарь ОБСЕ, судья Международного уголовного суда в 2015—2024 годах.

## Биография
Родился 29 октября 1948 года в Марокко.
В 1974 году окончил Парижскую школу администрирования, после чего работал в судебной системе.
В 1978 году стал помощником заместителя генерального секретаря ООН по вопросам международной экономики и социальным делам.
В 1981 году вернулся в Париж и занял пост советника министра иностранных дел. В 1986—1988 гг. — советник посольства Франции в Вашингтоне. Вернувшись в Париж, вступил в должность советника министра обороны.
В 1991—1994 гг. — глава делегации Франции на СБСЕ, а с 1994 по 1998 год руководил одним из отделов МИД Франции. В 1998 был назначен директором стратегического департамента Министерства обороны.
В 2005—2011 годах — Генеральный секретарь ОБСЕ.
В 2015 году избран судьёй Международного уголовного суда.

## Награды
- Командор ордена Льва Финляндии (10 декабря 2009)
- Орден Достык 1 степени (Казахстан, 2010)[2]
- Офицер ордена Почётного легиона (6 апреля 2012)*